# 細川駅
細川駅（セチョンえき）は、大韓民国大田広域市東区細川洞にある、韓国鉄道公社（KORAIL）京釜線の駅。
当駅に停車する列車はなく、休止駅となっている。

## 駅構造
相対式ホーム2面4線の地上駅。

## 駅周辺
- 細川体育公園
- 細川初等学校
- 細川洞住民センター
- 周源川

## 歴史
- 1926年10月1日 - 開業[1]。
- 1977年5月16日 - 旅客営業を休止。

## 隣の駅
韓国鉄道公社　
京釜線　
大田駅 - 細川駅 - 沃川駅　